# Окопник упландский
Око́пник у́пландский (лат. Sýmphytum ×uplándicum) — многолетнее травянистое растение, вид рода Окопник семейства Бурачниковые (Boraginaceae).
Гибридогенный вид, возникший в Европе в результате естественного скрещивания окопника лекарственного с интродуцированным окопником шероховатым.

## Ботаническое описание
Стебель до 140 см высотой, с жёсткими щетинками, утолщёнными в основании, с возрастом нередко опадающими, или же с мягкими щетинками без утолщённого основания.
Прикорневые листья эллиптически-ланцетные, с заострённой верхушкой и закруглённым основанием, 15—30 см длиной и до 6 см шириной, на черешках до 12 см длиной. Стеблевые листья мельче, на узкокрылатых черешках, верхние почти сидячие, в основании клиновидные. Верхняя поверхность листа покрыта жёсткими опадающими щетинками или же с прижатым неопадающим опушением, нижняя — с жёсткими щетинками лишь по жилкам.
Чашечка цветка до 5,5 мм длиной, рассечена на ⅔—⅘ длины, лопасти чашечки по краям с жёсткими щетинками без утолщённого основания. Венчик узкоколокольчатый, 13—16 мм длиной, в бутонах фиолетовый, с распусканием цветка сине-фиолетовый, розовый или красновато-фиолетовый, часто с грязным оттенком, лопасти венчика 7—7,5 мм длиной, в основании 2 мм шириной, треугольно-ланцетные, с закруглённой верхушкой. Тычинки 5—6 мм длиной, короче венчика, пыльники, как правило, равны нитям по длине.
Эремы тёмные, коричневые, зернистые, 3—4 мм длиной и до 3 мм шириной.

## Распространение
Широко распространён в Европе и Северной Америке, в местах произрастания обыкновенно вытесняет родительские виды.

## Таксономия
Видовой эпитет происходит от названия шведской провинции Уппланд, откуда вид был описан. Карл Фредрик Нюман при опубликовании названия Symphytum uplandicum указал в качестве его синонимов Symphytum orientale Fr. и Symphytum patens Fr.

### Синонимы
- Symphytum orientale sensu Fr., 1842, nom. illeg.
- Symphytum ×patens Fr., 1839, nom. illeg., pro sp.
- Symphytum peregrinum auct.